# Richard Aoki

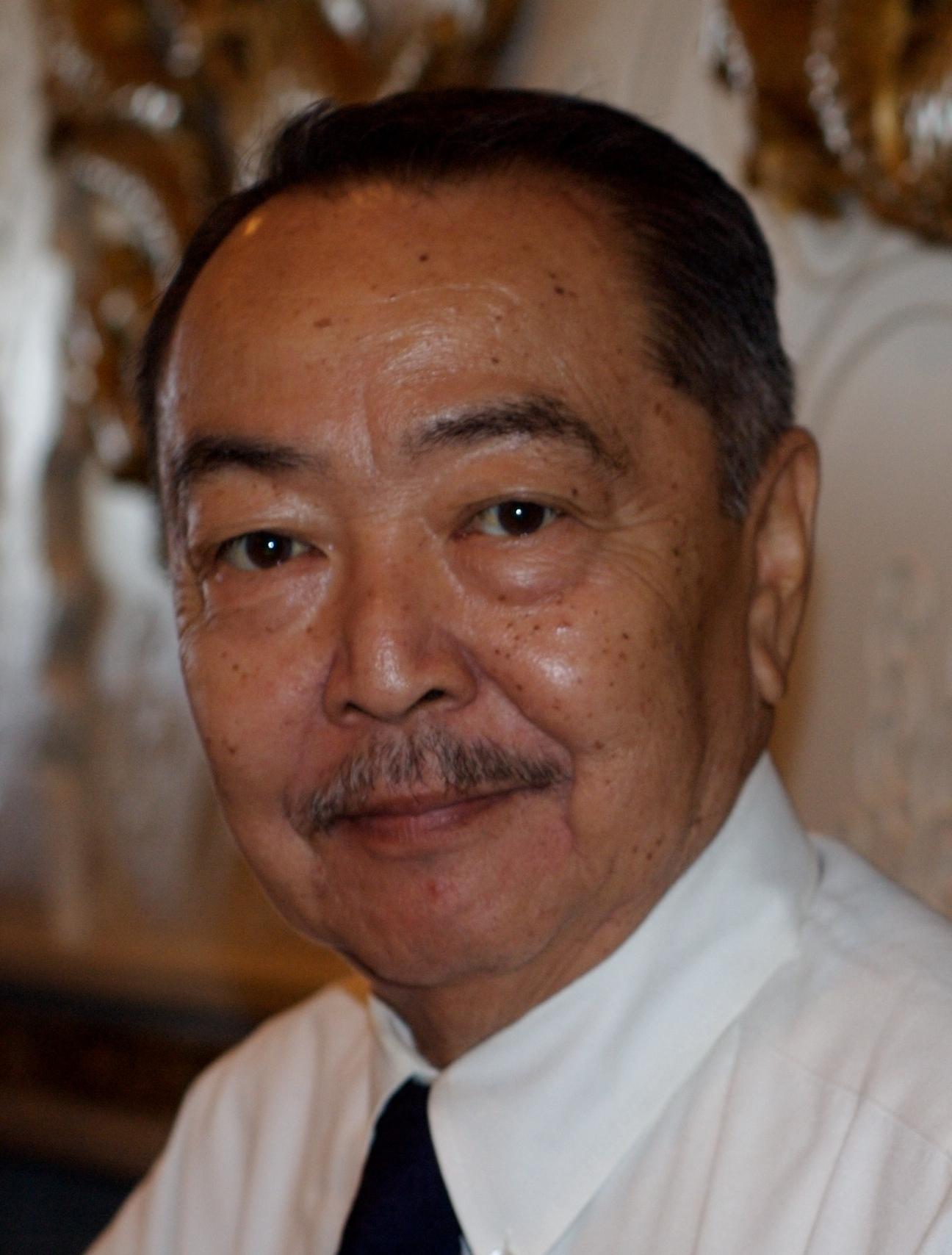
Richard Aoki

Richard Aoki (ur. 20 listopada 1938 w San Leandro, Kalifornia, zm. 15 marca 2009 w Berkeley) – amerykański lewicowy działacz na rzecz praw obywatelskich. Był jednym z pierwszych członków Czarnych Panter. 
Urodził się i wychowywał w japońskiej rodzinie, w 1942 jego rodzina została internowana ze względu na pochodzenie. Po zakończeniu wojny przenieśli się do Oakland. Aoki spędził 8 lat służby w armii amerykańskiej, początkowo jako medyk, a następnie w piechocie. W 1966 był jednym z założycieli Czarnych Panter. Aoki zmarł w swoim domu w Berkeley w wyniku samobójczego postrzału (choć początkowo podawano, że zmarł po powikłaniach związanych z dializoterapią). W 2009 roku wyszedł poświęcony mu film dokumentalny, Aoki. W sierpniu 2012 opublikowano materiały mogące świadczyć o tym, że przez wiele lat swojej działalności w radykalnych organizacjach Aoki był informatorem FBI.